# Poddjowka
Die Poddjowka (russisch поддёвка), in der Literatur häufig Poddiowka geschrieben, wurde vom russischen Mann als Leibrock (Oberbekleidung) unter dem Mantel getragen. Die Bezeichnung dieses Kleidungsstückes findet sich Ende des 19. Jahrhunderts z. B. bei dem russischen Dichter Tolstoi mehrmals. In der Erzählung Die Kreutzersonate (1891) beschreibt er den Protagonisten Posdnyschew, der eine Poddiowka während einer langen Zugreise unter einem Mantel trägt, dazu ein „russisches Hemd mit bunten Stickereiborten“.
Dasselbe Kleidungsstück erwähnt Tolstoi ein weiteres Mal bereits in seinem Roman Anna Karenina (1877) im Zusammenhang mit einem jungen Mann, der „eine Poddiowka, den langen russischen Rock“ trägt. Auf den darauffolgenden Seiten wird „der junge Mann in der Poddiowka“ noch mehrmals erwähnt, wobei dieses Kleidungsstück quasi als Erkennungszeichen dient.
Kleine Unterschiede zu Tolstois Beschreibung der Poddiowka zeigen sich in den folgenden Schriften.
Bei der polnischen Autorin Rażyna Bobtlewicz, die über Die Kleidung der russischen Avantgarde im Alltag und in Porträts einen Artikel schrieb:
- Die Beschreibung bei Bobtlewicz lautet in Übersetzung: „Von der Oberbekleidung ist Podiowka beliebt – eine kurze Jacke oder Capot, abgeschnitten [mit Naht in der Taille] und in der Taille geknittert [wohl gefältelt], mit einem Haken- und Ösenverschluss, manchmal ohne Ärmel.“

- Die französische Zeitung La Nouvelle Revue von 1898 beschreibt die Poddiowka als „paletot court, sans manche“ (kurzer Rock [Überrock] ohne Ärmel).[5]